# Мейдани, Реджеп
Редже́п Кемаль Мейда́ни (алб. Rexhep Qemal Mejdani; род. 17 августа 1944, Тирана) — албанский физик и политик, президент Албании в 1997—2002.

## Научная карьера
Профессиональный учёный-физик. Ещё в годы диктатуры был известен своими научными работами за пределами Албании. Он окончил Университет Тираны (1966), факультет естественных наук, специальность «Физика», а также успешно завершил аспирантуру в Университете Кан (Франция) (1974). Что касается профессиональной деятельности, Мейдани работал в качестве профессора, заведующим кафедрой, а затем декана факультета естественных наук Университета Тираны (1966—1996). В течение этого промежутка времени Мейдани опубликовал ряд исследований, книг и статей, в том числе и за пределами Албании. Мейдани имеет учёное звание доктора философии (Ph.D.). Наряду с Экрем Кабедж и Нельсоном Кабедж, Мейдани — один из ведущих учёных в своей стране.

## Политическая биография
Его политическая карьера началась в 1990 году. Был главой Центральной избирательной комиссии на первых многопартийных выборах в 1991 году и также членом Совета при Президенте (1991). В 1992—1996 годах он вне политики, был председателем совета албанского центра по правам человека (1994—1996). В 1996 году он вступил в Социалистическую партию Албании и занимал пост Генерального секретаря (1996—1997).
На парламентских выборах в июне 1997 года Мейдани был избран членом парламента. После выборов, на которых победила левая коалиция во главе с Социалистической партией, 24 июля 1997 года по предложению СП Албанская Ассамблея (парламент) избрала Мейдани президентом Республики. Мейдани находился в должности президента до 2002 года. Мейдани сменил на посту президента в 2002 году Альфред Моисиу.
В 2005 году Мейдани собирался сделать преемником на посту Генерального секретаря Социалистической партии Фатоса Нано, но в ходе голосования победил Эди Рама. Мейдани в настоящее время член Мадридского клуба.
В албанской политике считался слабой фигурой, полностью зависимым от бывшего лидера социалистов Фатоса Нано.